# Lucrezia Buti
Pour les articles homonymes, voir Buti (homonymie).
Lucrezia Buti (Florence, 1433-XVIe siècle) est une nonne catholique devenue par la suite l'épouse du peintre italien Filippo Lippi, lui-même précédemment moine.

## Biographie
Lucrezia est la fille de Francesco Buti et de Caterina Ciacchi. Elle devint nonne au monastère Sainte-Catherine de Prato où, selon Giorgio Vasari elle rencontra Fra Filippo Lippi qui travaillait en ville sur le retable de la Madonna della Cintola. Lucrezia Buti servit probablement comme modèle pour sainte Marguerite, sur la gauche de la peinture originale.
Filippo tomba amoureux de Lucrezia et provoqua un grand scandale quand il l'enleva lors de la procession de la Sacra Cintola.
La relation entre le moine Filippo et la nonne Lucrezia provoqua un grand scandale et a été contestée vigoureusement par la Curie. Lippi connut des problèmes avec la justice florentine qui compta bien le condamner pour avoir corrompu une nonne. Ce n'est que grâce à l'intervention de son principal mécène Cosme de Médicis, parti au Vatican demander la grâce au pape Pie II que ce dernier accepta à condition de relever Fra Filippo et Lucrezia de leurs vœux. En 1458, Lippi épousa Lucrezia Buti. De leur union naquit Filippino Lippi en 1457, et Alessandra en 1465.
Ils vécurent dans une maison Piazza del Duomo à Prato, à proximité de l'endroit où Lippi avait été engagé à la réalisation de fresques de la chapelle principale.
Lucrezia est probablement le modèle[réf. nécessaire] de la « sinueuse » Salomé et son visage idéalisé est représenté dans d'autres œuvres du maître comme la Lippina des Offices à Florence.

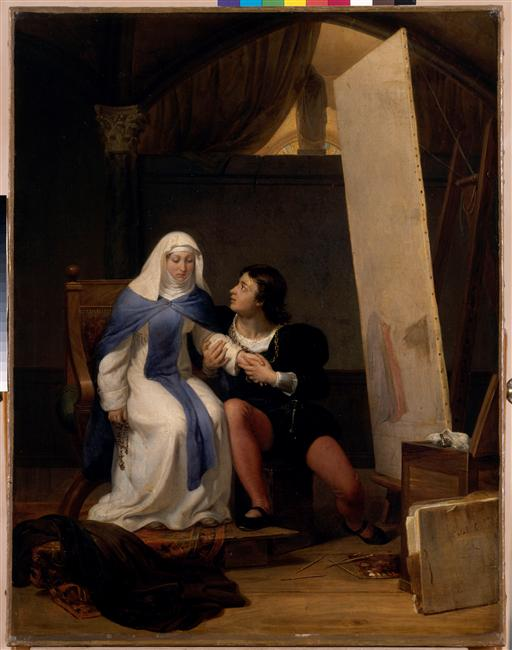
Paul Delaroche, Filippo Lippi et Lucrezia Buti (1822), Dijon, musée Magnin.
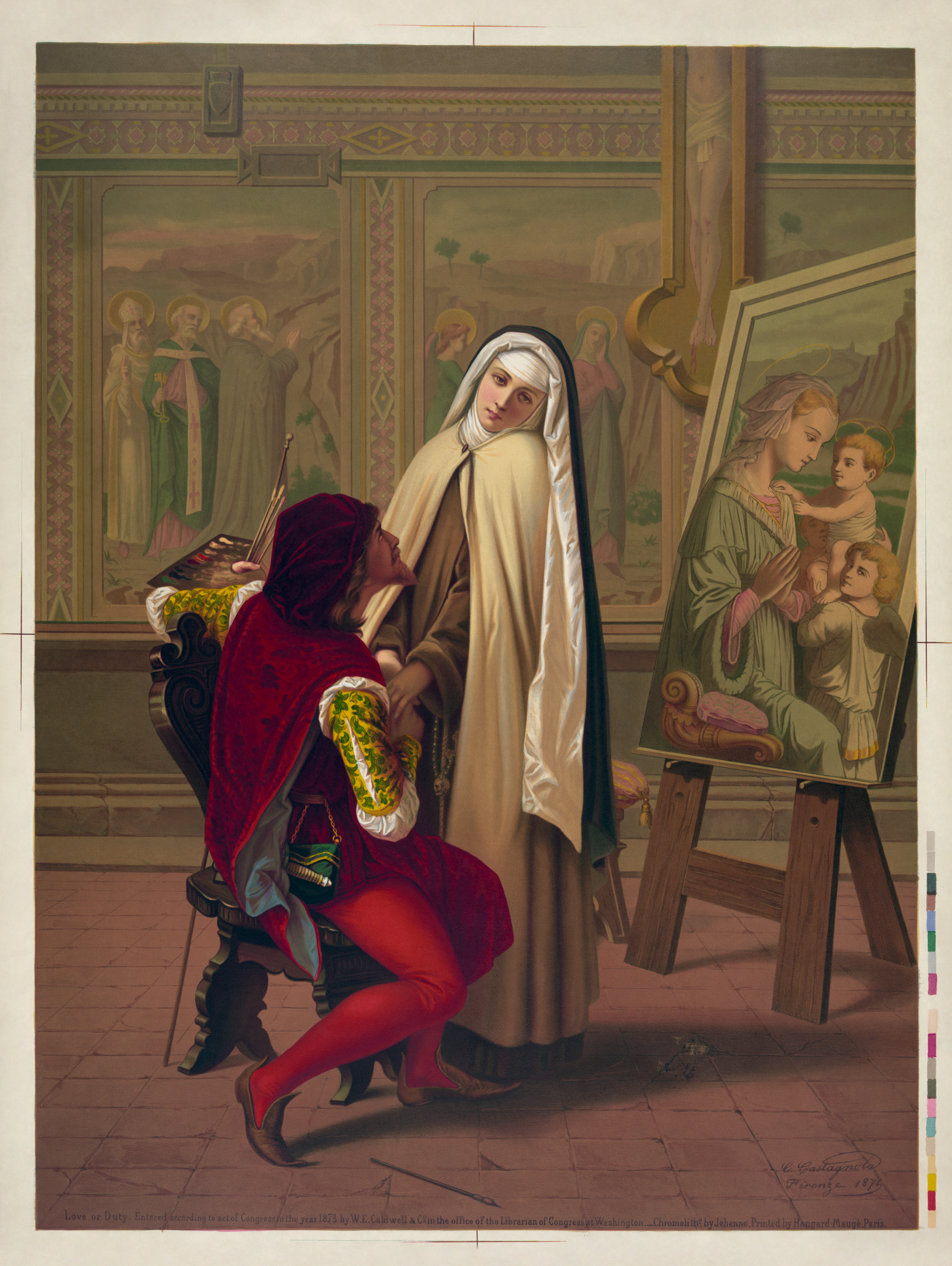
D'après Gabriele Castagnola, Amour ou Foi (1873), chromolithographie. Scène représentant la rencontre entre Filippo Lippi et Lucrezia Buti.